# ヨーロッパハチクマ

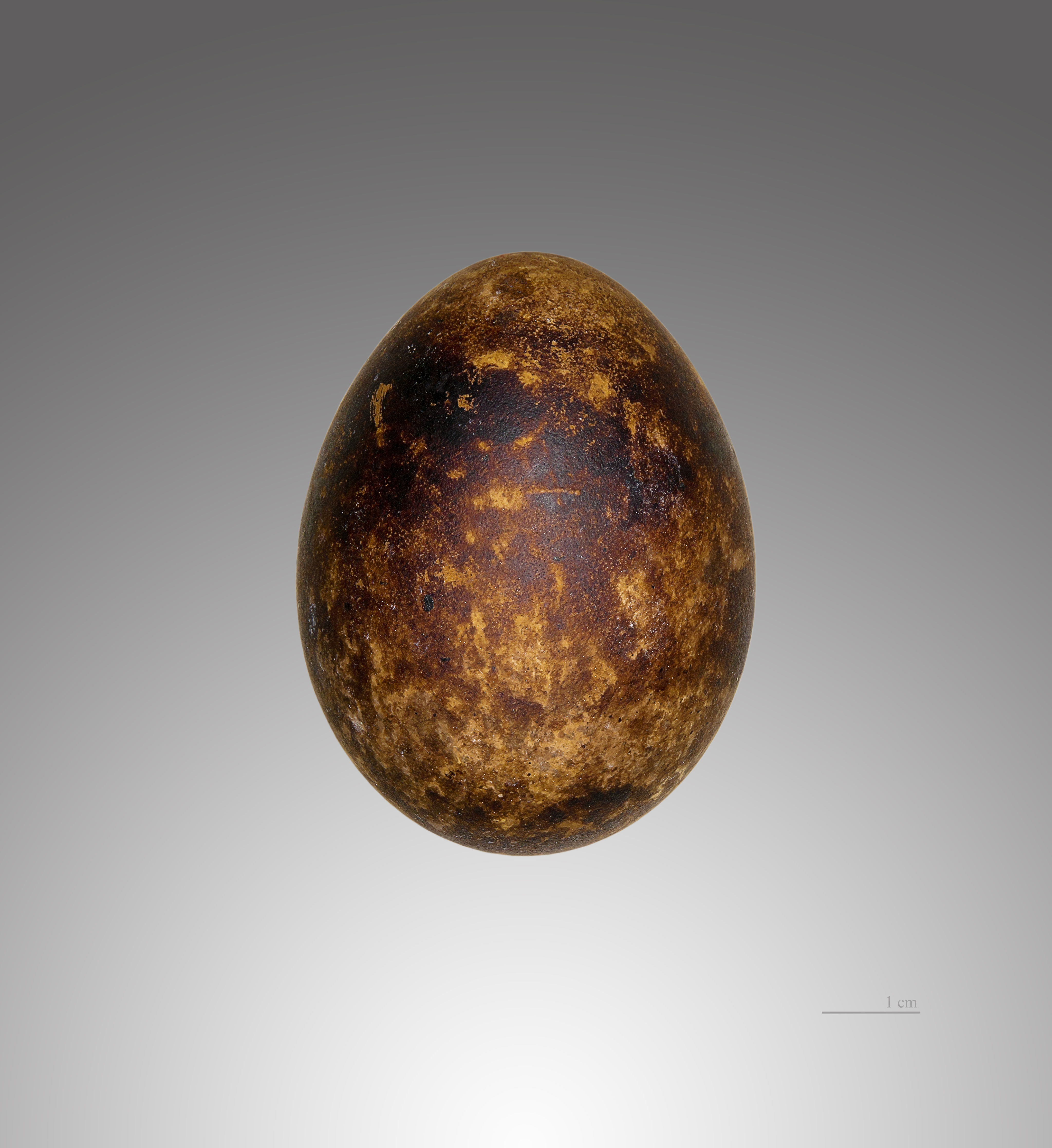
Pernis apivorus

ヨーロッパハチクマ（欧羅巴蜂熊、学名：Pernis apivorus）は、鳥綱タカ目タカ科ハチクマ属に分類される鳥。

## 分布
ユーラシア大陸西部

## 形態
全長57-61 cm。
東アジアから東南アジアにかけての、ユーラシア大陸東部に分布するハチクマとは近縁種で、同種とする見解もある。

## 生態
森林に生息し、昆虫、特にハチの巣を好んで食べる。冬には南下する。